# Burdick Ridge
Il Burdick Ridge è una dorsale rocciosa, che si eleva fino a 751 m, situata nel settore orientale dell'Isola Livingston, che fa parte delle Isole Shetland Meridionali, in Antartide.
Si estende per 1,9 km tra l'Orpheus Gate a sudest e la Rezen Saddle a nordovest. È delimitata dal Ghiacciaio Perunika a nordest e dal Balkan Snowfield a sudovest. Fu salita per la prima volta durante la stagione estiva 1993-94 dal bulgaro Kuzman Tuhchiev partito dalla Base San Clemente di Ocrida.
La denominazione deriva da quella della sua vetta più elevata, il Burdick Peak, assegnata nel 1958 dall' UK Antarctic Place-names Committee in onore di Christopher Burdick, capitano del veliero americano Huntress of Nantucket, che visitò le Isole Shetland Meridionali nel 1820-21.

## Mappe
- Isla Livingston: Península Hurd. Mapa topográfico de escala 1:25000. Madrid: Servicio Geográfico del Ejército, 1991. (Map reproduced on p. 16 of the linked work)
- L.L. Ivanov et al. Antarctica: Livingston Island and Greenwich Island, South Shetland Islands. Scale 1:100000 topographic map. Sofia: Antarctic Place-names Commission of Bulgaria, 2005.
- L.L. Ivanov. Antarctica: Livingston Island and Greenwich, Robert, Snow and Smith Islands. Scale 1:120000 topographic map.  Troyan: Manfred Wörner Foundation, 2009.  ISBN 978-954-92032-6-4
- Antarctic Digital Database (ADD). Scale 1:250000 topographic map of Antarctica. Scientific Committee on Antarctic Research (SCAR). Since 1993, regularly upgraded and updated.
- L.L. Ivanov. Antarctica: Livingston Island and Smith Island. Scale 1:100000 topographic map. Manfred Wörner Foundation, 2017. ISBN 978-619-90008-3-0